# Зелёный Гай (Геническая городская община)
Зелёный Гай (укр. Зелений Гай) — село в Генической городской общине Генического района Херсонской области Украины.
Почтовый индекс — 75541. Телефонный код — 5534. Код КОАТУУ — 6522181002.